# Desa Pangkatrejo (administrativ by i Indonesien, lat -7,15, long 112,26)
Desa Pangkatrejo är en administrativ by i Indonesien.   Den ligger i provinsen Jawa Timur, i den västra delen av landet, 600 km öster om huvudstaden Jakarta.